# Lissocarpa
Lissocarpa, biljni rod iz porodice dragunovki smješten u monogeneričku potporodicu Lissocarpoideae. Jedini rod Lissocarpa sastoji se od 8 vrsta drveća rasprostranjenih po tropskoj Južnoj Americi. 
Rod je opisan u Genera Plantarum 2(2): 667, 671. 1876.

## Revizija porodice
Revizijom neotropskih Ebenaceae za "Flora Neotropica" i neke druge regionalne flore, ptrroučeni su primjerci Lissocarpa iz oko 40 herbarija. Trenutno se rod sastoji od 8 vrsta, rasprostranjenih u sjevernoj i zapadnoj Južnoj Americi. Navedeni su potpuni opisi, uključujući ilustracije vrsta, ključ za identifikaciju, karte distribucije i popis eksikata. Ova je revizija dodatno dopunjena podacima koji se odnose na vegetativnu morfologiju i anatomiju, flachnektarien (izvancvjetne nektarije), strukturu cvata i cvijeta, morfologiju peludi (doprinio H. Halbritter), plodove i sjemenke, sadnice, ekologiju i filogenetske afinitete. Bivša porodica Lissocarpaceae ovdje je prenesena u Ebenaceae kao nova potporodica Lissocarpoideae. Novi odjeljak, Enho, i vrste Lissocarpa, L. ronliesneri i L. uyat, opisane su kao nove.

## Vrste
1. Lissocarpa benthamii Gürke
2. Lissocarpa guianensis Gleason
3. Lissocarpa jensonii R.Vásquez
4. Lissocarpa kating B.Walln.
5. Lissocarpa ronliesneri B.Walln.
6. Lissocarpa stenocarpa Steyerm.
7. Lissocarpa tetramera (Rusby) P.E.Berry
8. Lissocarpa uyat B.Walln.